# Noreby församling
Noreby församling var en församling  i Karlstads stift i nuvarande Bengtsfors kommun. Församlingen uppgick strax efter 1531 i Steneby församling.

## Administrativ historik
Församlingen har medeltida ursprung och  uppgick strax efter 1531 i Steneby församling..